# Helius catreus
Helius catreus är en tvåvingeart som beskrevs av Alexander 1967. Helius catreus ingår i släktet Helius och familjen småharkrankar. Inga underarter finns listade i Catalogue of Life.